# تيخيرو
تيخيرو (Τυχερόν) هي مدينة في إفروس في مقاطعة فوريا إلادا في اليونان.